# Neumayereishöcker
Die Neumayereishöcker (norwegisch Neumayerryggane) sind bis zu 70 m hohe Eishöcker auf der Oberfläche des Ekström-Schelfeises an der Prinzessin-Martha-Küste des ostantarktischen Königin-Maud-Lands. Sie ragen westlich der Atka-Bucht auf.
Wissenschaftler des Norwegischen Polarinstituts benannten ihn 1989, angelehnt an die benachbarte Georg-von-Neumayer-Station, nach dem deutschen Geophysiker Georg von Neumayer (1826–1909).